# Heterospilus frommeri
Heterospilus frommeri är en stekelart som beskrevs av Marsh 1989. Heterospilus frommeri ingår i släktet Heterospilus och familjen bracksteklar. Inga underarter finns listade i Catalogue of Life.